# Рево Михайло Васильович

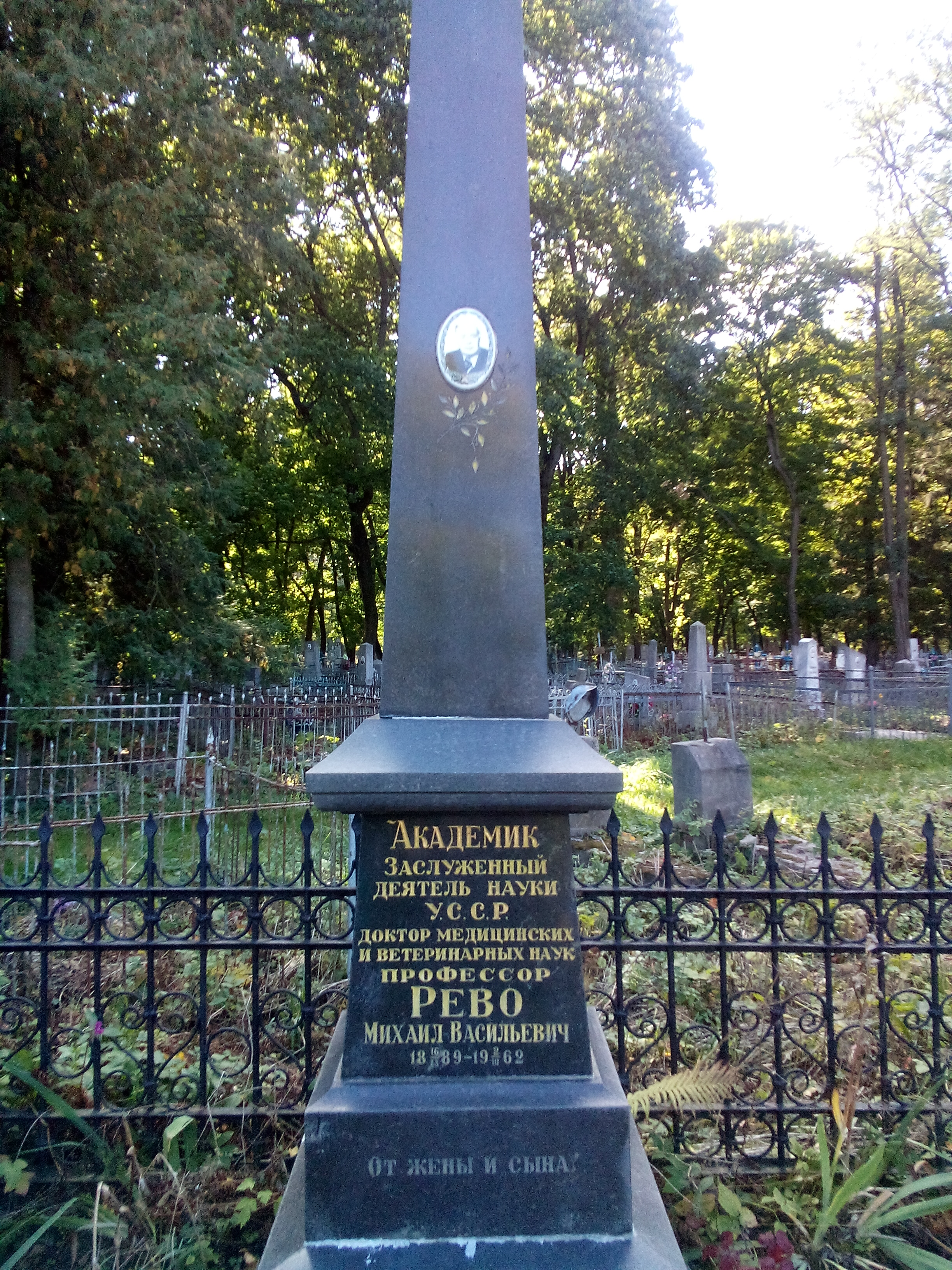

Миха́йло Васи́льович Ре́во  (* 4 (16) вересня 1889, Кролевець, нині Сумської області — † 2 березня 1962, Чернігів) — видатний вітчизняний вчений-мікробіолог, доктор медичних і ветеринарних наук, професор, заслужений діяч науки Української РСР, академік Української академії сільськогосподарських наук, який своїм науковим доробком сприяв розвитку мікробіологічної науки та становленню науково-дослідної сільськогосподарської справи в Україні.

## Життєпис
М. В. Рево народився 16 вересня (03 вересня за старим стилем) 1889 року у м. Кролевець Чернігівської губернії (нині Сумська область, Україна).
Формування наукового світогляду Михайла Васильовича відбувалося під час навчання у Варшавському ветеринарному інституті (1908—1912) та на медичному факультеті Харківського університету (1915—1917), а також наукового стажування у Центральній ветеринарній лабораторії Головного ветеринарного управління Російської імперії (м. Санкт-Петербург) під впливом таких видатних вчених, як М. Д. Балл, І. М. Ланге, П. О. Захаров, В. І. Нікольський, О. В. Репрєв, Д. П. Гриньов, В. Л. Омелянський, О. О. Владимиров, С. М. Вишелеський та інших.
У жовтні 1936 р. захистив дисертацію на ступінь доктора медичних наук у Тбіліському державному медичному інституті на тему «Материалы к морфологии и биологии Mycobacterium tuberculosis», м .Тбілісі.
У травні 1939 р. захистив дисертацію на ступінь доктора ветеринарних наук у Казанському державному зооветеринарному інституті на тему «Антигенная структура сибиреязвенного бацила и ее иммунологическое значение», м. Казань.
Від 1925 року — професор Київського, потім Казанського (де у 1937—1943 завідувач кафедри мікробіології) і Харківського ветеринарних інститутів. Протягом 1960—1962 років очолював Інститут сільськогосподарської мікробіології та агропромислового виробництва.
Під керівництвом вченого 33 аспірантів захистили кандидатські та докторські дисертації, сформувалися, такі визнані вітчизняні вчені як В. Г. Дунаєв, І. І. Архангельский, К. В. Шмалій В. П. Образцов, І. Ф. Храбустовський, В. В. Нікольський, Ф. І. Осташко, X.Х. Абдулін та інші.
М. В. Рево є автором та співавтором більше 100 наукових праць, серед яких 3 монографій та 7 підручників, у тому числі першого підручнику українською мовою із загальної мікробіології — «Основи мікробіології» (1929). За життя вченого підручник «Ветеринарная микробиология» та книга «Вирусы и вирусные заболевания сельскохозяйственных животных» неодноразово перевидавалися.
М. В. Рево вивчав проблеми антигенної структури мікробів-збудників таких тяжких хвороб, як сибірка, ящур, туберкульоз, бруцельоз. Розробив і впровадив метод діагностики цих хвороб.. Цей й принесло йому славу в колі науковців як у своїй країні, так і за її межами.
М. В. Рево є безпосереднім організатором кафедр мікробіології з лабораторіями Київського ветеринарно-зоотехнічного інституту, Краснодарського інституту епідеміології та мікробіології ім. І. Г. Савченка та Вінницького, Кубанського, Херсонського медичних інститутів.
Науково-педагогічна діяльність М. В. Рево була неодноразово відмічена різноманітними державними нагородами та відзнаками. У 1946 р. Наказом Президії Верховної Ради СРСР вченого було нагороджено медаллю «За доблестный труд в Великой Отечественной Войне 1941—1945 гг.», а у 1948 р. наказом Президії Верховної Ради УРСР від 15 квітня 1948 року присвоєно почесне звання «Заслужений діяч науки УРСР». 22 липня 1959 р. Михайла Васильовича обрано академіком Української академії сільськогосподарських наук.
Помер 2 березня 1962 року в м. Чернігові, похований на міському кладовищі.

## Праці
Рево автор праць з питань мікробіології, вірусології та імунітету. Дослідження Рево по вивченню антигенної структури окремих збудників інфекційних захворювань сільськогосподарських тварин, нових методів діагностики та профілактики є цінним вкладом у науку.
Автор підручників:
- «Основи мікробіології» (Харків, 1929),
- «Курс спеціальної мікробіології», (Харків — Київ, 1931)
- «Ветеринарная микробиология» (Москва, 1958).